# Adam Vetulani
Pour les articles homonymes, voir Vetulani.
Adam Joachim Vetulani, né le 20 mars 1901 à Sanok, mort le 25 septembre 1976 à Busko-Zdrój, est un historien du droit polonais. Étudiant (1919–1923) et professeur (1934–1971) de l'université Jagellonne, secrétaire général de l'Académie polonaise des arts et sciences (1957–1958).
Son fils Jerzy Vetulani est un pharmacologue.

## Œuvres
- Lenno pruskie (1930)
- Polskie wpływy polityczne w Prusach Książęcych (1939)
- Dekret Gracjana w świetle najnowszych badań (1948)
- Dzieje historii prawa w Polsce (1948)
- Poza płomieniami wojny. Internowani w Szwajcarii 1940–45 (1976, mémoires)
- Z badań nad kulturą prawniczą w Polsce piastowskiej (1976)

## Docteurhonoris causa
- Université de Strasbourg (1959)
- Université de Nancy (1961)
- Université de Pécs (1972)

## Distinctions
- Croix de la Valeur (Pologne, x2)
- Croix de guerre avec étoile (France)